# Forbes 400

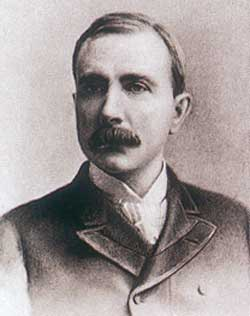
John D. Rockefeller - primul miliardar (în dolari) din lume

Forbes 400 este o listă a celor mai bogați 400 de americani, publicată anual de revista Forbes, începând din anul 1982.